# De orde van de nacht
De orde van de nacht is een hoorspel van André Kuyten. De NCRV zond het uit op vrijdag 22 mei 1970. De regisseur was Johan Wolder. De uitzending duurde 43 minuten.

## Rolbezetting
- Eric Schuttelaar (Hans Taft)
- Els Buitendijk (Ireen, zijn vrouw)
- Sacco van der Made (Rolf Koning)
- Hans Dagelet (Joris, de zoon van Rolf)
- Gerrie Mantel (Joris als kind)
- Corry van der Linden (Marianne, de vrouw van Rolf)
- Tine Medema (Britta, de moeder van Rolf)
- Hidde Maas (de minnaar van Ireen)
- Tonny Foletta (een gasman)
- Frans Somers (een sociaal werker)
- Fé Sciarone (een verpleegster)
- Martin Simonis (een vriend van Joris)
- Frans Vasen (een helikopterpiloot)
- Cees van Ooyen (z’n helper)

## Inhoud
Twee schipbreukelingen drijven op zee rond in een roeiboot. Hun ondergang voltrekt zich binnen “de orde van de nacht”. De rekening van hun verknoeide levens wordt in het als een mozaïek geconstrueerde hoorspel opgemaakt, en wel voornamelijk als een balans van het huwelijk…